# Марінус ван дер Люббе
Марі́нус (Рі́нус) ван дер Лю́ббе (нід. Marinus (Rinus) van der Lubbe, нар.13 січня 1909 — пом.10 січня 1934) — нідерландський робітник, прибічник течії комунізму робітничих рад, член Комуністичної партії Нідерландів. Звинувачений у підпалі Рейхстагу 27 лютого 1933 р. Ван дер Люббе було арештовано на місці пожежі будинку парламенту і на допиті він сам визнав свою провину в організації підпалу Рейхстагу, наголошуючи, що діяв один. Комуністичне минуле ван дер Люббе дало привід Адольфу Гітлеру закликати до розправи над німецькими комуністами, які, за його словами, були винні у підпалі Рейхстагу.

## Ранні роки
1 червня 1904 року в Лейдені, Південна Голландія, 40-річний Францискус Корнеліс ван дер Люббе (Franciscus Cornelis van der Lubbe), уродженець Схевенінгена, вуличний торговець, одружився з 33-річною удовою з села Гемерт Петронеллою ван Хандел (Petronella van Handel). На той момент Петронелла вже мала чотирьох дітей (дівчину та трьох хлопців) від першого шлюбу з чоловіком на ім'я Йоганнес Пейте (Johannes Peute), який помер замолоду, між 1902 і 1904 роками. У Франциска і Петронелли народилося четверо дітей, перша з яких, дівчинка, прожила лише 14 днів. Інші троє дітей були хлопчиками, наймолодшим з них був Марінус (Рінус), який народився 13 січня 1909 року, на вулиці Морсстрат у дільниці Д'Ауде Морс.
Шлюб батьків Марінуса не був дуже щасливим. Батько працював вуличним торговцем, роз'їжджав по околицях Лейдена, часто довго не бував вдома і дуже скоро почав пити. Петронелла, яка хворіла на астму, мала самотужки піклуватися про шістьох дітей. Вона працює у магазині, вечорами підробляє пошиттям та ремонтом одягу. Через важку хворобу лікар рекомендує Петронеллі змінити клімат, тому родина переїжджає спочатку до Бреди, потім — до Гертогенбоса. Після переїзду Францискус ван дер Люббе і Петронелла розлучилися, Франциск оселився у Дордрехті. Петронелла відкрила у Гертогенбосі невеликий магазин, а вечорами займалася своїм господарством, тому покинула малого Марінуса напризволяще. Деякий час він навчався у школі для сиріт та дітей бідняків. Навчання йому давалося досить складно, читати і писати він навчився пізніше своїх однолітків, проте через кілька років один з його вчителів опише 11-річного Марінуса як «досить талановитого хлопчика із посередньою старанністю». У 1921 році, коли Марінусу було 12, помирає його мати. Юнака забирає до себе його старша зведена сестра, Анні, яка на той момент вже вийшла заміж і мала трьох дітей. Родина Анні мешкала в містечку Угстгест, біля Лейдена, тому ще півтора року після смерті матері Марінус навчався у протестантській школі в Лейдені. За згадками його рідних, Марінус був чарівним, спритним і ввічливим юнаком, який став старшим братом для своїх малих племінників.

## Робота і політична діяльність
У віці 14 років ван дер Люббе став учнем зеленяра, проте ця справа йому не сподобалася і його зять, чоловік Анні, допоміг Марінусу стати каменярем. Після роботи Марінус навчався у вечірній школі. У 16 років він був настільки здоровим і сильним, що його друзі дали йому прізвисько «Демпсі», на честь боксера Джека Демпсі. Тоді ж ван дер Люббе почав спілкуватися із представниками робітничого руху. Той факт, що Марінус виріс без належного контролю з боку батьків і родичів, спричинило його несприйняття жодного авторитету і, як наслідок, жагу до спротиву. У 1925 році він вступає до молодіжної комуністичної організації De Zaaier, активно читає марксистську літературу, зокрема, «Капітал».
У 1926 році з ван дер Люббе стався нещасний випадок на роботі: його товариші жартома натягнули йому на голову мішок, в якому трапилися залишки нелюсованого вапна, що потрапило юнакові в очі, викликавши опік. Незабаром стався інший нещасний випадок, внаслідок чого Марінус провів п'ять місяців в офтальмологічній лікарні та пережив три операції, проте лікування не допомогло і ван дер Люббе приблизно на 75 % втратив зір. Ця травма змусила його кинути роботу і жити на пенсію 7,44 гульдени на тиждень. На такі гроші існувати було надзвичайно важко, тому ван дер Люббе мусить братися за будь-яку тимчасову роботу. Він працював помічником офіціанта, носильником у готелі, продавцем картоплі, м'ясником, посильним тощо. Через свою травму і скрутне фінансове становище ван дер Люббе з головою поринає у політику, на знак протесту проти такого життя. Молодий, сильний і фанатичний, він дуже скоро стає відомим не тільки місцевій поліції. Політична діяльність ван дер Люббе обурює його зятя, чоловіка Анні, порядного міщанина, тому після кількох конфліктів із сестрою та її родиною Марінус 1927 року переїжджає до Лейдена, де оселяється на вулиці Ейтерстеграхт (Uiterstegracht), у будинку № 56, разом із студентом-комуністом Пітом ван Альбадою. Ван дер Люббе бере активну участь у діяльності Союзу молодих комуністів (CJB), молодіжного відділення Комуністичної партії Нідерландів. У жовтні 1929 року він на свої гроші наймає пусте складське приміщення для проведення зборів Союзу юних комуністів, яке називає «Ленінським будинком». Марінус пише і розповсюджує листівки із закликами проти мілітаризму і капіталізму, бере участь у кожному політичному страйку, що відбувається, та кожній політичній демонстрації. Палкий оратор, він скоро стає відомою фігурою, особливо серед безробітних. Під час страйку на фабриці Тілмана, заявив керівництву фабрики, що є одним із призвідників страйку і запропонував одноосібно прийняти будь-яке покарання за це, за умови, що жоден інший робітник не постраждає. Одного разу, під час організованої ним демонстрації комуністів, ван дер Люббе із прибічниками нападає на місцеву службу з допомоги безробітним, вбачаючи в ній символ ненависної капіталістичної системи. Ван дер Люббе був заарештований і засуджений до 14-денного ув'язнення.
У 1931 році Марінус ван дер Люббе виходить з лав Союзу молодих комуністів та пориває з Комуністичною партією Нідерландів. Мотиви цього вчинку досить неясні, за однією з версій, ван дер Люббе став схилятися від офіційної комуністичної партії, орієнтованої на Комінтерн, до ідей так званого комунізму робочих рад, тобто більш лівої, дещо анархічної течії. Ван дер Люббе, який був проти дисципліни і одноосібного лідерства, вважав, що врятувати робочий клас можуть лише індивідуальні спонтанні акції протесту.

## Мандрівки Європою і прибуття до Німеччини

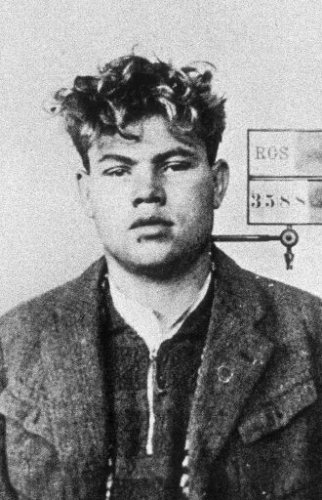
Фото, зроблене німецькою поліцією (1933)

Після травмування очей і втрати постійної роботи, Марінус ван дер Люббе часто подорожує. Він мріяв об'їхати увесь світ, але перша його подорож була до північної Франції. Не маючи достатньо грошей, він подорожує наодинці та часто пішки. Так, 1928 року він мандрував Бельгією і побував у німецькому місті Аахен, у серпні-листопаді 1930 року побував у Кале. Після повернення до Лейдена, ван дер Люббе запланував велику подорож Європою і візит до Радянського Союзу разом із другом-комуністом Хендріком Хольверда (Hendrik Holverda). Грошей на подорож не вистачало і Хольверда попрохав про позику у товаришів по комуністичній партії. У позиці йому відмовили, тому Хольверда відмовився від поїздки. Через це Марінус розірвав усі стосунки з Хольвердою, і остаточно порвав із Комуністичною партією Нідерландів. 14 квітня 1931 року він виїхав з Лейдена до Німеччини, маючи на меті отримати радянську візу у радянському консульстві у Берліні, проте вартість візи виявилася занадто високою і ван дер Люббе довелося повернутися до Нідерландів, де його заарештували на 10 діб за нелегальний перехід кордону. 29 вересня того ж року ван дер Люббе самостійно вирушив у подорож до Балкан. Там він намагався потрапити, хоча й невдало, до Радянського Союзу, спочатку через Туреччину та Грузію, пізніше — через Румунію. 12 лютого 1932 року він перебував у Відні, де отримав угорську візу, а у квітні вже потрапив на тиждень до польської в'язниці за нелегальну спробу переходу кордону. Після закінчення ув'язнення, Марінус мав повернутися до Нідерландів, де його відразу заарештувала поліція: незадовго до своєї подорожі у лютому 1932 року Марінус намагався отримати підвищення своєї пенсії по безробіттю, а коли отримав відмову, побив вікна у службі з допомоги безробітним. Його заочно засудили до трьох місяців ув'язнення. Спершу він був ув'язнений у в'язниці Утрехта, а після своєї невдалої апеляції, його перевезли до в'язниці Схевенінгена, де ван дер Люббе пробув до 2 жовтня 1932 року.
30 січня 1933 року у нідерландських газетах з'явилася новина про призначення Адольфа Гітлера канцлером Німеччини. Наступні публікації описували страшні злочини, скоєні нацистами, а комуністичні газети заспокоювали своїх читачів, стверджуючи, що нацизм — остання агонія капіталізму перед зникненням і незабаром провідник пролетаріату — Комуністична партія Німеччини — змете зі свого шляху нацистів і почне будувати краще суспільство. 3 лютого 1933 року Марінус ван дер Люббе, відчуваючи, що в Німеччині відбуваються визначні події, вирушив пішки до Берліна, з метою взяти участь у боротьбі на боці німецьких комуністів. Він дістався до столиці лише 17 лютого і відразу занурився у політичне життя. Відвідавши кілька комуністичних мітингів, ван дер Люббе був неприємно вражений відсутністю опору поліції, яка розганяла мітинги, байдужістю рядових комуністів і їх покорі рішенням керівництва партії, відсутності жодного спротиву нацистам. Він вирішує діяти самотужки, обравши тактику нападів і підпалів будівель, у яких він вбачав символи старих порядків та пригноблення безробітних. Починаючи з 25 лютого він здійснює кілька спроб підпалити такі важливі установи як офіс служби соціального забезпечення, муніципалітет та колишній королівський палац. Однак поліція оперативно запобігла усім його спробам, через що вони не дістали ніякого розголосу.

## Підпал Рейхстагу

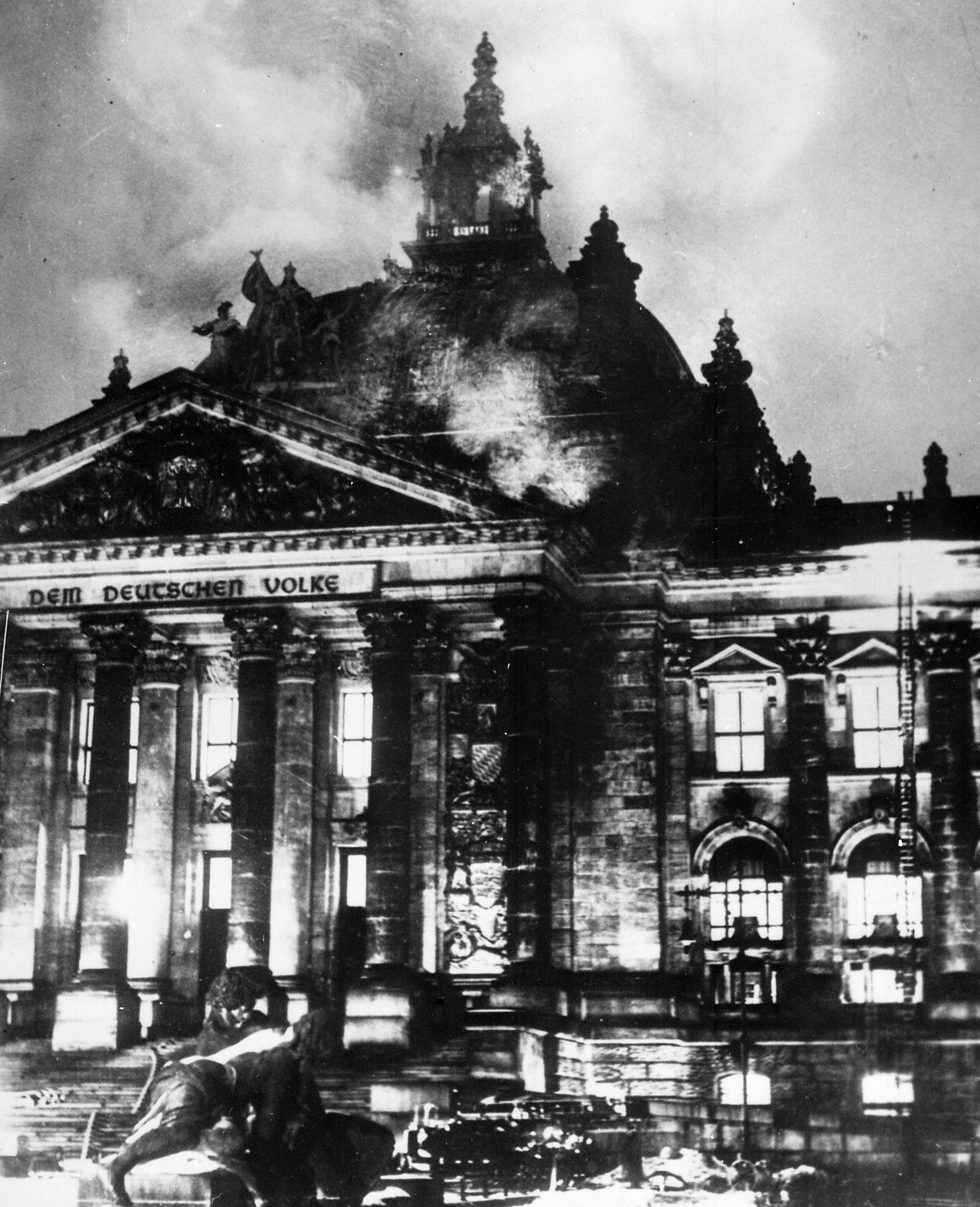
Пожежа у Рейхстагу

Ввечері 27 лютого у будівлі Рейхстагу спалахнула пожежа. О 23:30 (за іншою версією — лише над ранок) пожежникам вдалося приборкати полум'я, а сама будівля значно постраждала. На місці пожежі поліцією (за іншою версією — співробітниками Рейхстагу) затримано вірогідного підпалювача — Марінуса ван дер Люббе, напівроздягненого, адже пальто і куртку він, як зізнався пізніше, використав для розпалу пожежі у залі засідань Рейхстагу. Затриманого перевели до приміщення Бранденбурзьких воріт, де відбувся перший допит. Ван дер Люббе зізнався у попередніх спробах підпалити інші громадські будівлі, визнав, що знайдені у Рейхстагу кепка і краватка належать йому і що підпал здійснив він один.
За свідченням першого керівника гестапо, свідка пожежі, людини, яка безпосередньо допитувала ван дер Люббе, Рудольфа Дільса:
| | Голий до пояса, спітнілий та вимазаний у багнюці, він сидів перед нами і важко дихав. Він хапав ротом повітря, ніби тільки-но завершив надскладну справу. Палаючі очі на блідому, стомленому обличчі сяяли диким виразом тріумфу. Я сідав навпроти нього кілька разів протягом тієї ночі у поліцейському відділку і слухав його плутані історії. Я прочитав комуністичні листівки, які він носив із собою в кишені штанів. Їх тими днями поширювали відкрито і повсюдно. Відверті зізнання Марінуса ван дер Люббе не дали мені сумніватися у тому, що цей маленький підпалювач, який прекрасно знав свою справу, не мав потреби у помічниках. Хіба не може один-єдиний сірник розпалити холодне, легкозаймисте оздоблення палати засідань, старі оббиті меблі і важкі штори, і пересохлі дерев'яні різні панелі? А цей спеціаліст мав при собі цілий рюкзак із засобами для підпалу. |
| — Rudolf Diels., Lucifer ante Portas: Es spricht der erste Chef der Gestapo (Stuttgart, 1950), 192-193 | |

## Суд і страта

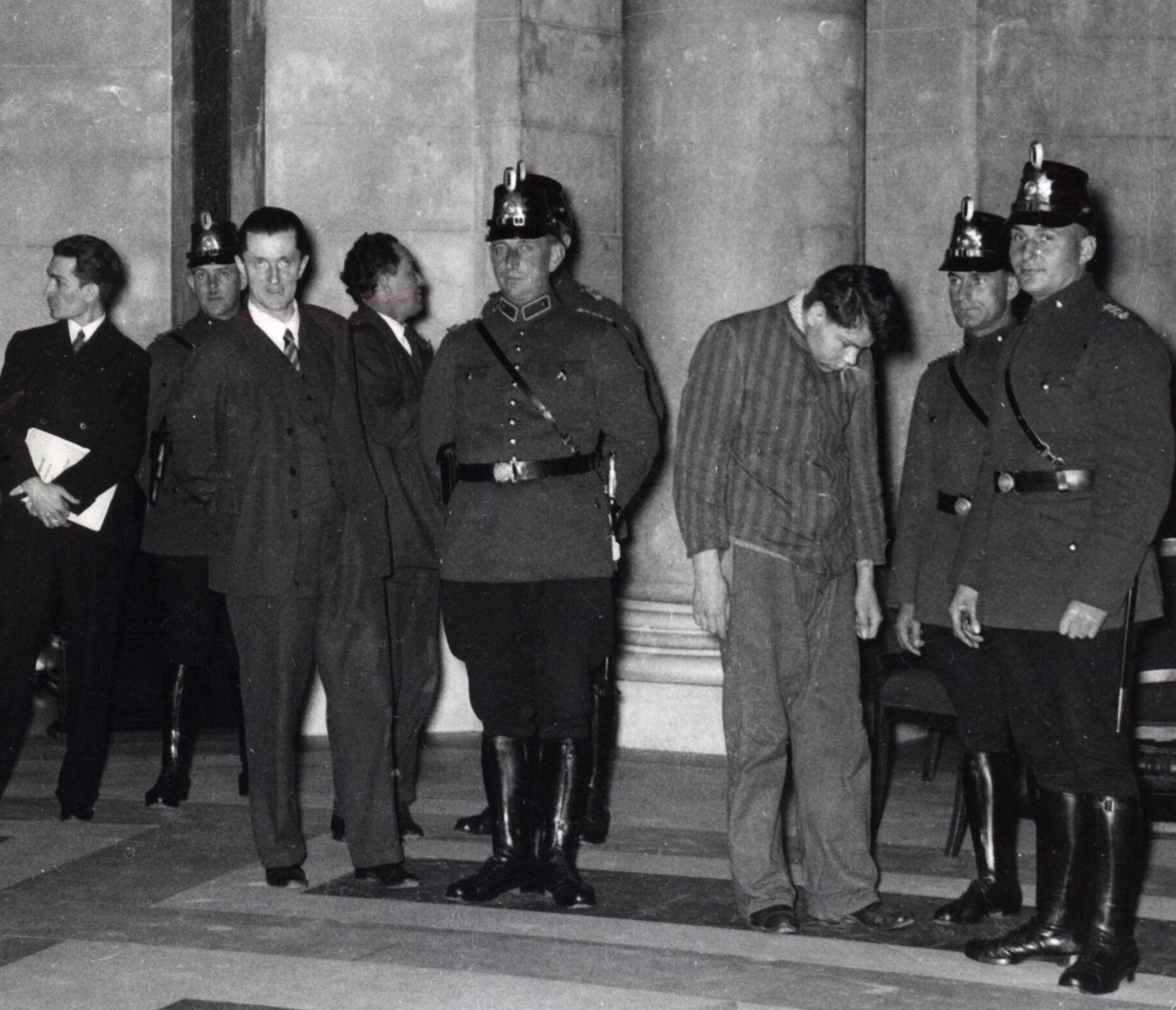
Ван дер Люббе на суді

Підпал Рейхстагу Гітлер використав у своїй боротьбі проти Комуністичної партії Німеччини. Вже 28 лютого почалися масові арешти комуністів, незабаром заарештували голову фракції комуністів у парламенті Ернста Торглера та трьох болгарських комуністів, у тому числі і майбутнього генерального секретаря Комінтерну Георгія Димитрова, яких звинуватили у пособництві Марінусу ван дер Люббе. У липні 1933 року усім їм пред'явили звинувачення у підпалі Рейхстагу, а 21 вересня почався так званий Лейпцизький процес — судовий розгляд даної справи. На суді ван дер Люббе тримався відсторонено, не відповідав на запитання, іноді вигукував «Ні, ні…». Свої дії він пояснив протестом проти зростання впливу нацистів. Експертиза психічного стану і осудності ван дер Люббе не проводилася. Суд завершився 23 грудня, Марінуса ван дер Люббе засудили до страти, інших обвинувачуваних виправдали, не в останню чергу через міжнародний резонанс. Хоча за тогочасними законами максимальним покаранням за підпал було 15 років ув'язнення, спеціальний наказ рейхспрезидента, виданий ще 28 лютого, відразу після підпалу Рейхстагу, трактував подібні дії як державну зраду. 10 січня 1934 року ван дер Люббе стратили на гільйотині у подвір'ї Лейпцизької в'язниці.
Після війни німецькі суди неодноразово відміняли обвинувальний вирок Ван дер Люббе, хоча ці рішення теж у свою чергу були відмінені вищими судами Німеччини, на формальній підставі відсутності правового механізму для скасування старих вироків.
В 1998 році в Німеччині нарешті був прийнятий ґрунтовний закон, який визнав вироки Кримінальних судів нацистської доби незаконними, і таким чином дозволив скасовувати старі вироки. Згідно ньому у 2008 році Верховний суд Німеччини посмертно скасував вирок Марінусу ван дер Люббе 1933 року.

## Оцінки особи Марінуса ван дер Люббе
Участь Ван дер Люббе у підпалі Рейхстагу ще досі до кінця не з'ясована, існують думки, що він був знаряддям у руках нацистів, або що сам свідомо підпалив Рейхстаг.
В офіційній радянській історіографії панувала думка про умисний підпал Рейхстагу нацистами з метою дискредитації Комуністичної партії Німеччини. Втім, Марінуса ван дер Люббе радянські історики вважали нацистським провокатором, якого навмисне доставили на місце пожежі для подальшого публічного арешту. Радянський письменник Максим Горький незабаром після приходу нацистів до влади прямо звинувачує останніх у провокації:
|  | Перебуваючи на пожежі рейхстагу, Гітлер сказав кореспондентові однієї з лондонських газет: «Молю бога, аби пожежа виявилася справою рук комуністів». Бог, здавна прихильний до авантюристів, почув молитву Гітлера і, будучи всемогутнім, одразу ж повторив фокус, про який розказано в біблії: узяв якусь гидоту і створив із неї Ван дер Люббе, а поліція назвала похапцем створеного — комуністом. Оригінальний текст (рос.) Присутствуя на пожаре рейхстага, Гитлер сказал корреспонденту одной из лондонских газет: «Молю бога, чтоб пожар оказался делом рук коммунистов». Бог, издревле благосклонный к авантюристам, услышал молитву Гитлера и, будучи всемогущим, тотчас же повторил фокус, рассказанный в библии: взял какую-то дрянь и создал из нее Ван дер Люббе, а полиция нарекла наспех созданного — коммунистом. |

У 1933 році у Радянському Союзі вийшла книга німецькою мовою під назвою «Коричнева книга про підпал Рейхстагу і гітлерівський терор». Ця книга, автором якої був Комітет допомоги жертвам німецького фашизму, тобто дочірня організація Комінтерну, мала розповсюджуватися у Німеччині. У книзі стверджувалося, що ван дер Люббе був психічно ненормальним, з манією величі, марнолюбним і хвалькуватим міщанином-анархістом із схильністю до піроманії та гомосексуальності. Останнє, на думку авторів, дало йому можливість увійти в контакт із лідерами нацистів, зокрема, Ернстом Ремом. Відповідальність за підпал Рейхстагу автори книги поклали на Герінга і Геббельса, які прагнули дискредитувати комуністів, а їх знаряддям став «напівсліпий хлопчисько-гомосексуал Марінус ван дер Люббе».
Британський дослідник Річард Еванс впевнений, що ван дер Люббе діяв один, намагаючись тим самим навернути політично пасивних німецьких безробітних до активної боротьби. Видима, серйозна шкода, завдана будівлям, де розташовувалися державні органи, мала б продемонструвати вразливість владних інститутів і стимулювати безробітних до самостійних акцій. Також Еванс, спираючись на спогади Рудольфа Дільса, керівника гестапо, який допитував ван дер Люббе, стверджує, що пожежа виявилася цілковитою несподіванкою для Гітлера та його оточення, які спершу вирішили, що підпал Рейхстагу — терористичний акт комуністів, і завдали превентивного удару по Комуністичній партій Німеччини.
Американський журналіст і історик Вільям Ширер у своїй книзі «Зліт та падіння Третього Рейху», яка вийшла 1961 року, стверджував, що Марінус ван дер Люббе був психічно ненормальним, який не міг самотужки підпалити будівлю Рейхстагу. Нацисти паралельно готували підпал і незадовго до проникнення ван дер Люббе до Рейхстагу спеціально залили приміщення бензином та іншими легкозаймистими речовинами, зробивши з ван дер Люббе «козла відпущення».
Німецький дослідник Фріц Тобіас у своїй книзі «Підпал Рейхстагу» також схиляється до думки, що ван дер Люббе діяв один і підпалив Рейхстаг на знак протесту проти нацистів. Також Фріц Тобіас спростовує негативний образ Марінуса, створений авторами «Коричневої книги».

## Згадки у мистецтві

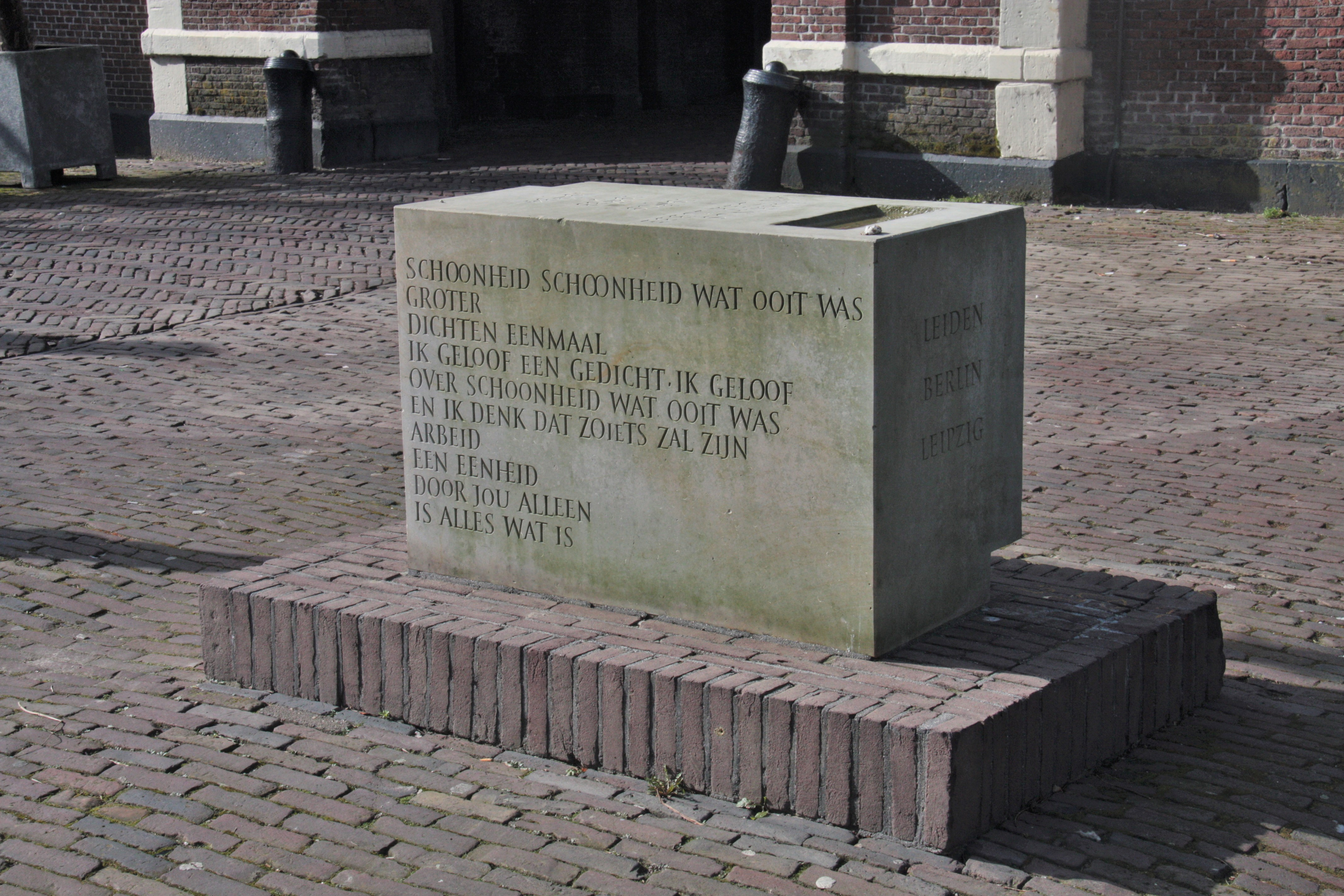
Меморіал ван дер Люббе біля брами Морспорт в Лейдені

- У пісні Feurio німецької індастріал-групи Einstürzende Neubauten звучить фраза «Marinus du warst es nicht» (укр. «Марінусе, це був не ти»), яка є посиланням на Марінуса ван дер Люббе
- Ван дер Люббе згаданий у пісні Kommer en Kwel нідерландської фолк-групи Janse bagge Bend
- В американському коміксі The Fabulous Furry Freak Brothers один з персонажів згадує «Міжнародне товариство паліїв імені Марінуса ван дер Люббе»
- Віллем Елсхот 1934 року написав вірш Van der Lubbe
- У 1999 році кінематографіст Йоост Селен (Joost Seelen) зняв документальну стрічку про Марінуса ван дер Люббе
- Бертольд Брехт у своїй п'єсі «Кар'єра Артуро Уї, якої могло б і не бути» зробив ван дер Люббе прототипом свого персонажа Риби.

## Пам'ять

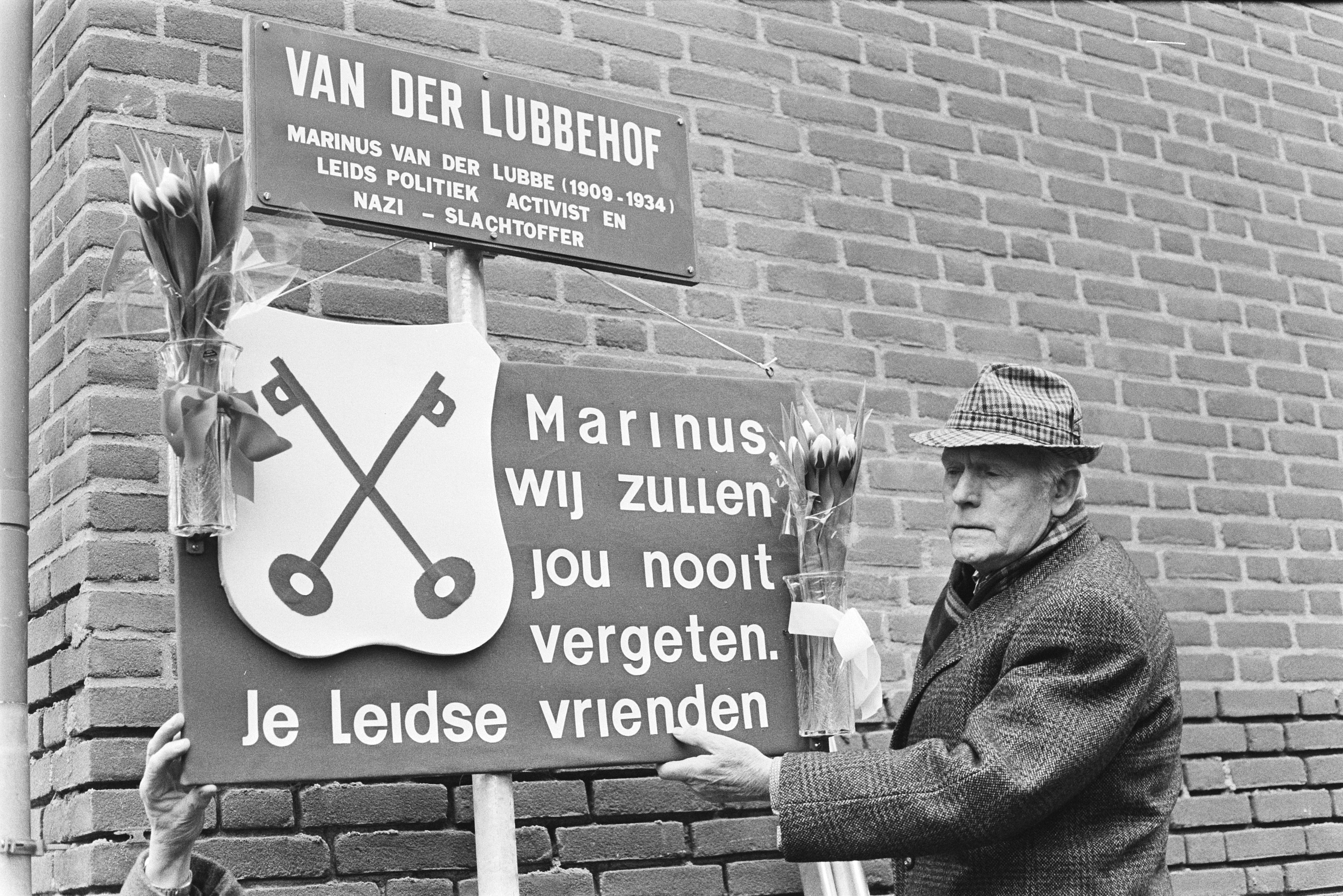
Відкриття пам'ятної дошки

В Лейдені біля брами Морспорт, у районі, де народився Марінус ван дер Люббе, встановлений меморіал на його честь. У 1980 році іменем ван дер Люббе назвали новозбудований житловий комплекс між вулицями Мідделстелграхт і Ейтерстеграхт (Van der Lubbehof); комплекс розташований неподалік від будинку № 56 по вулиці Ейтерстеграхт, де мешкав ван дер Люббе. 27 лютого 2008 року, на 75-ту річницю підпалу Рейхстагу на комплексі встановили меморіальну дошку. Відкривала дошку кузина ван дер Люббе, Елізабет ван дер Люббе.